# Chilcuautla
Chilcuautla és un municipi de l'estat d'Hidalgo. Chilcuautla és el cap de municipi i principal centre de població d'aquesta municipalitat. Aquest municipi és a la part sud-occidental de l'estat d'Hidalgo. Limita al nord amb el municipi de Francisco I. Madero, al sud amb Progreso de Obregón, l'oest amb Ixmiquilpan i a l'est amb Santiago de Anaya i Actopan).